# Montlaur, Aude
Montlaur är en kommun i departementet Aude i regionen Occitanien  i södra Frankrike. Kommunen ligger  i kantonen Lagrasse som ligger i arrondissementet Carcassonne. År 2018 hade Montlaur 561 invånare.

## Befolkningsutveckling
Antalet invånare i kommunen Montlaur
Referens: INSEE